# 寶生園

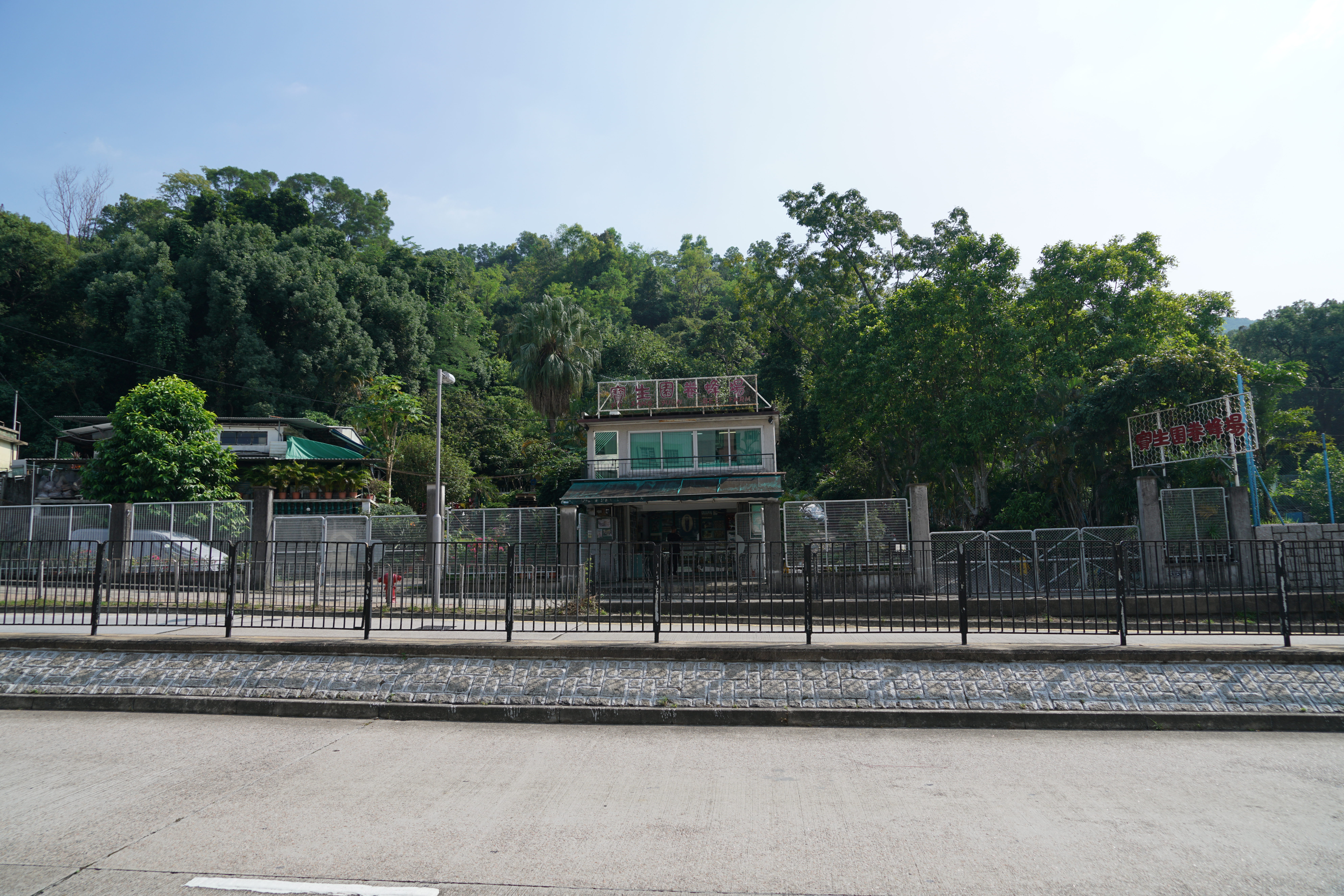
寶生園養蜂場

寶生園（英語：Po Sang Yuen Bee Farm）是香港第一家養蜂場，位於新界粉嶺蝴蝶山路8號，於1920年代設立，生產各種花粉、花蜜及蜂蜜製品。該養蜂場免費開放予公眾參觀。於粉嶺公路興建前，養蜂場原址位於粉嶺火車站對面。

## 事件
2006年9月，消費者委員會驗出寶生園生產的蜜糖含抗生素，寶生園負責人否認以抗生素飼養蜜蜂，推測是蜜蜂出外採蜜時沾上植物上含有抗生素的化學劑所致。事隔12年後（2018年7月）消委會再次驗證香港零售蜜糖，寶生園終於除去含抗生素的污名。
2019年4月26日食安中心今日公布，一個瓶裝蜜糖樣本檢出微量抗生素甲硝唑，樣本名稱為「真蜜（百花蜜）」，容量為1000毫升裝，經銷商為寶生園養蜂場（香港）有限公司。產品「此日期前最佳」為2020年12月31日。食安中心過去指出，甲硝唑在實驗動物內已證實具致癌性，可能會對人體健康構成影響。

## 軼事
寶生園與警察機動部隊總部相隔3百米，是警察機動部隊與特別任務連人員訓練跑步時途徑之路，很多人員在休息時都會光顧此店

## 外部連結
- 寶生園的Facebook專頁